# ウィリアム・ヘンリー・ドレイパー・ジュニア

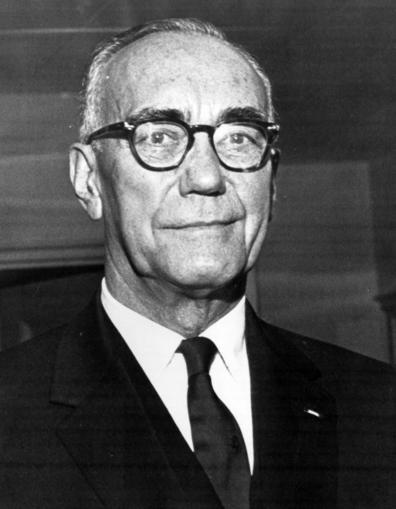
ウィリアム・ヘンリー・ドレイパー・ジュニア

ウィリアム・ヘンリー・ドレイパー・ジュニア（William Henry Draper Jr.、1894年8月10日 - 1974年12月26日）は、アメリカ合衆国の陸軍士官、銀行家、外交官である。

## 来歴
ドレイパーはニューヨーク市ハーレムで生まれ、ニューヨーク大学で経済学の学士号と修士号を取得した。
大学卒業直後に米国陸軍に入隊し、第一次世界大戦中は歩兵連隊の少尉として戦った。戦後、彼は陸軍予備役に留まり、第77歩兵師団（1919-42年まで予備役）参謀長（1936年-1940年）にまで昇進した。その一方で、ニューヨークに向かいナショナル・シティ・バンク（1919年-1923年）、バンカーズ・トラスト（1923年-1927年）、ディロン・リード（1927年-1953年）に勤めた。1937年、彼はディロン・リード（戦間期の米国で数百万ドルのドイツ産業の債券を引き受けた投資銀行）の副社長に就任した。
優生学の支持者であったドレイパーは、ニューヨークの米国自然史博物館で開催された第3回「国際優生学会議」（国際優生学会連盟主催）を後援した。
ジョージ・マーシャルの招きにより、彼はワシントンD.C.へ異動して選抜徴兵問題担当大統領諮問委員会で勤務し、のち大佐に昇進した（1940年5月15日）。
第二次世界大戦開戦当初、彼は第136歩兵師団、第33歩兵師団、国家警備隊（州兵）（1942年-1944年）を指揮した。戦後、彼は准将に昇進し（1945年1月1日）、経済部長（ドイツのための連合国管理理事会）としてベルリンに配属された（1945年-1947年）。たとえ元ナチ支持者を産業界における高い地位に留め置くことを意味しようとも、彼はドイツの経済力や軍事力の復活防止を意図するモーゲンソー・プランに反対し、ドイツの景気回復を促進する措置を強く支持した。
少将へ昇進した後ドレイパーは、新陸軍長官ケネス・クレイボーン・ロイヤルの要請により陸軍次官となった（1947年8月29日）。旧陸軍省 (Department of War) が陸軍省 (Department of the Army) へ移行したことに伴い、ドレイパーは初代陸軍次官となった（1947年9月18日 - 1949年2月28日）。1948年3月20日には賠償調査団団長として来日。
同年5月18日に公表した調査団の報告書（「ドレイパー報告書」または「ジョンストン報告書」）では賠償の大幅緩和、均衡財政の確立、為替レートの設定、鉱工業生産の促進、民間貿易の拡大など日本の経済復興計画を勧告する内容であった。
1949年の退役後、1950年から1951年までロングアイランド鉄道管財人を務めた。また、初代米国代表NATO大使としてパリに駐在した（1953年4月 - 1953年6月）。
2度目の官界引退後、彼はメキシコへ向かい、メキシカン・ライト・アンド・パワー (Mexican Light and Power Co.) の会長を務めた（1954年-1959年）。
1959年の帰国後、西海岸で初のベンチャー・キャピタル、ドレイパー・ゲイサー・アンダーソン社 (Draper, Gaither and Anderson) をカリフォルニア州で興した。
1967年、彼はドレイパー・ゲイサー社を引退してワシントンD.C.へ移り、ニューヨークのコンバスチョン・エンジニアリング (Combustion Engineering) に議長として参加したが、数年後に引退して国連人口委員会への米国の使節となった（1969年-1971年）。1965年には人口危機委員会を共同設立し、「合衆国の軍事援助計画研究のための大統領委員会」（ドレイパー委員会）の議長も務めた。
1974年、フロリダ州ネイプルズで亡くなる。享年80。

## 文献
- ハワード・B・ショーンバーガー『占領1945～1952　戦後日本をつくりあげた8人のアメリカ人』宮崎章訳、時事通信社、1994年
「第4章　ウィリアム・H・ドレイパー・Jr　占領下日本におけるアメリカ労働界の冷戦」

## 註
1. 1 2 3 4 5 6  “William H. Draper Jr. Is Dead; Served on Population Panels”. The New York Times. (1974年12月27日) 2024年4月14日閲覧。
2. 1 2 3  “General William H. Draper Jr. Oral History Interview”. Harry Truman Library. 2024年4月14日閲覧。
3. ↑  A Pledge Betrayed: John McCloy
4. ↑  All Honorable Men: James Stewart Martin; Little, Brown, and Co. (1950).
5. ↑  岩波書店編集部 編『近代日本総合年表 第四版』岩波書店、2001年11月26日、366頁。ISBN 4-00-022512-X。